# Монте-Ротондо (гора)
Монте Ротондо (корс. Monte Ritondu) — гора в департаменті Верхня Корсика на острові Корсика, Франція. Це друге місце за висотою 2622 метри, на Корсиці після Монте-Чінто. Це найвища точка гірського масиву Монте-Ротондо.

## Місцезнаходження
Вершина Монте-Ротондо лежить на кордоні між комуною Корте на півночі та сході та Венако на півдні та заході. На схід від 2 590 метрів Пунта-Муфрена та на північний схід від Лак-де-Баттомелло. Гора розташована в межах і дає свою назву природному заповіднику масиву Монте-Рітонду.